# فيرينك روت
فيرينك روت (بالمجرية: Rott Ferenc)‏ هو لاعب كرة قدم مجري في مركز حراسة المرمى، ولد في 6 أكتوبر 1970 في Somberek ‏ في المجر. لعب مع نادي بودابست هونفيد.